# Bucaspor
El Buca Spor Kulübü, conocido comúnmente como Bucaspor, es un club polideportivo con sede en el distrito de Buca de Esmirna, Turquía. Tiene equipos de fútbol, baloncesto, voleibol, remo, atletismo, natación y tenis de mesa. Desde la temporada 2011-2012 jugará en la TFF Primera División de Turquía.

## Jugadores

### Plantilla 2013-2014
- Datos: Q630348
- Multimedia: Bucaspor / Q630348